# Глобоко (Лашко)
Глобоко (словен. Globoko) — поселення в общині Лашко, Савинський регіон, Словенія. Висота над рівнем моря: 225 м. 